# بيدرو باستيداس
بيدرو باستيداس (17 يناير 1976 - 19 أبريل 2021) سياسي فنزويلي. عضو في الحزب الاشتراكي المتحد الفنزويلي، شغل منصب عمدة بلدية جيراردوت من 2008 إلى 2021 وكان عضوًا في المجلس التشريعي لولاية أراغوا من 2004 إلى 2008. كما عمل أيضًا تقنيًا زراعيًا وحصل على شهادة جامعية في أبحاث السوق. توفي بسبب كوفيد 19 في 19 أبريل 2021 عن عمر يناهز 45 عامًا.

## الحياة المهنية
في الانتخابات الإقليمية الفنزويلية لعام 2008 تم انتخابه عمدة لبلدية جيراردوت على مرشح العدالة أولاً ريتشارد ماردو بأغلبية 151 صوتًا فقط. تولى منصبه في 1 ديسمبر 2008. في عام 2009 أنشأ الشركة المملوكة للدولة «مصنع الأحلام»، والتي قدمت ألعابًا للأطفال الفقراء في المنطقة. في عام 2010 قدم خدمة الإنترنت العالمية للبلدية في ثمانية مواقع مختلفة عبر ماراكاي. في نفس العام أسس راديو جيراردوت 96.1 إف إم، حيث قدم برنامجه الإذاعي الشخصي كونستريندو كونستريندو كون بيدرو باستيداس. كما أنشأ استوديو تسجيل لعرض المواهب المحلية والوطنية في فنزويلا.
في عام 2011 ساعد مكتب باستيداس في تشكيل الاتحاد الاشتراكي لإنتاج البلاستيك، الذي أنتج خزانات المياه وأقماع المرور وعلب القمامة والعديد من المنتجات البلاستيكية الأخرى. تم نقل هذه المنتجات من قبل المجالس البلدية لمراكاي وتشوروني. كجزء من سياسته للتجديد والتخطيط الحضري، وافق على بناء أسواق للتجار غير الرسميين في ماراكاي. كما ساعد في تخفيف حركة المرور في المناطق ذات الازدحام الشديد بالميادين والممرات والساحات. كما قام بإنشاء مصنع أسفلت في جيراردوت، تم بناؤه لتخفيف صعوبة الحصول على الأسفلت من خلال القطاع الخاص. يشرف مكتب بلدية جيراردوت على المصنع منذ ديسمبر 2013.
في انتخابات 2013 أعيد انتخاب باستيداس عمدة لبلدية جيراردوت بنسبة 51.53٪ من الأصوات، مدعومًا بدعم من القطب الوطني العظيم. أدى اليمين في 13 ديسمبر 2013. في ولايته الثانية كان يركز بشدة على التنمية الحضرية والتخطيط.